# 水府豊春
水府 豊春（すいふ とよはる、生没年不詳）とは、江戸時代の浮世絵師。

## 来歴
師系・経歴不明。「水府」と称するところから、常陸国水戸の人と推定されている。作画期は寛政から享和にかけての頃とされ、水戸祝町の遊女を描いた錦絵と役者絵を残す。歌川豊春の門人ともいわれるが、その画風は歌川派というより喜多川歌麿や鳥文斎栄之の、また役者絵には東洲斎写楽の影響があるという。門人に豊政、篤麿がいる。

## 作品
- 「潮来四目屋松人」　大判錦絵
- 「三代目市川高麗蔵の助六」　大判錦絵
- 「書斎二美人図」　紙本着色　ニューオータニ美術館所蔵　※「豊春畫」の落款に花押あり